# Личинкоїд іржастий
Личинкоїд іржастий (Pericrocotus flammeus) — вид горобцеподібних птахів родини личинкоїдових (Campephagidae). Мешкає в Індії і на Шрі-Ланці. Раніше вважався конспецифічним з пломенистим личинкоїдом.

## Опис

Порівняння самця і самиці іржастого личинкоїда і самця пломенистого личингода

Довжина птаха становить 17-22 см, враховуючи довгий хвіст, вага 19-24,5 г. Виду притаманний статевий диморфізм. У самців голова і верхня частина тіла чорні, блискучі. Нижня частина тіла, надхвістя, плями на крилах і крайні стернові пера іржасто-червоні. У самиць ті частини оперення, які у самців є чорними — є темно-сірими, а та, що у самців є червоними — жовті. Також у них жовте обличчя, через очі проходять темно-сірі смуги.

## Поширення і екологія
Іржасті личинкоїди мешкають в Західних Гатах і на східному узбережжі Індії та на острові Шрі-Ланка. Вони живуть у вологих рівнинних і гірських тропічних лісах та в садах, на висоті до 1200 м над рівнем моря. Зустрічаються зграйками, часто приєднуються до змішаних зграй птахів. Живляться комахами, їх личинками і павуками. Гніздяться на деревах, в кладці 2-3 яйця, інкубаційний період триває 15 днів.